# 12542 Лейве
12542 Лейве (12542 Laver) — астероїд головного поясу, відкритий 10 серпня 1998 року.
Тіссеранів параметр щодо Юпітера — 3,180.